# Mola ramsayi
Mola ramsayi es una especie de peces de la familia Molidae en el orden de los Tetraodontiformes. Estos peces son capaces de medir más que sus familiares más cercanos (Mola mola), aunque son más escasos que los anteriormente mencionados debido a que no se han encontrado demasiados ejemplares con vida.

## Morfología
Pueden llegar alcanzar más de 3 metros  de longitud total y pesar más de 2 toneladas.

## Hábitat
Es un pez de mar y de clima templado.

## Distribución geográfica
Se encuentra en Australia, Chile, Nueva Zelanda y Sudáfrica, aunque se cree que pueda ser de distribución global,.

## Sinónimos
- Orthragoriscus eurypterus Philippi, 1892
- Orthragoriscus ramsayi Giglioli, 1883 (basiónimo)
- Mola alexandrini